# Bombylius

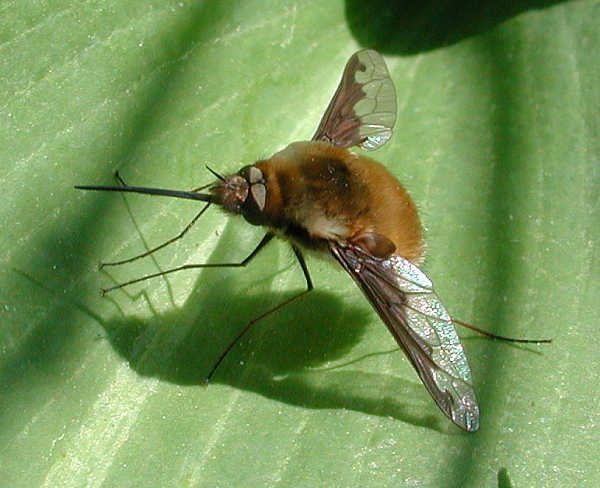
Bombylius major

Bombylius es un género de dípteros braquíceros de la familia Bombyliidae. Está representado por muchas especies. Los miembros de esta familia tienen una apariencia similar a las abejas y abejorros por lo que se les suelen llamar moscas abejas (en inglés: beeflies). La especie Bombylius major está ampliamente distribuida a través de todo el hemisferio norte.
Miden de 7 a 12 mm. Tienen una vellosidad espesa de color que varía entre amarillo a naranja o pardo. Se distinguen de sus modelos, las abejas y abejorros, por la larga probóscide rígida que usan para chupar el néctar de las flores y por sus patas finas y largas. Pueden chupar el néctar al vuelo al igual que los colibríes; también se asemejan a estos en su vuelo rápido y que puede cambiar de dirección bruscamente.
Son parásitas; ponen sus huevos cerca de los nidos de abejas solitarias terrestres, especialmente especies de Andrena, Colletes y Halictus; sus larvas se alimentan de las larvas de abejas y del alimento almacenado en sus nidos.
Su habitat es generalmente prados y bosques. Se encuentran en casi todo el mundo, excepto Australasia y Antártida.
Hay 280 especies en el mundo

## Especies de Europa
- Subgénero Bombylius
  - Bombylius aaroni Báez, 1983 – Islas Canarias
  - Bombylius ambustus Pallas, 1818 – sur Paleártico, Oriente Próximo
  - Bombylius analis Olivier, 1789 – sur Paleártico, Oriente Próximo
  - Bombylius candidus Loew, 1855 – Paleártico, Oriente Próximo
  - Bombylius canescens Mikan, 1796 – Paleártico, Oriente Próximo
  - Bombylius cinerascens Mikan, 1796 – Europa, Oriente Próximo
  - Bombylius citrinus Loew, 1855 – sur Europa, Oriente Próximo
  - Bombylius discolor Mikan, 1796 – Europa, Oriente Próximo
  - Bombylius fimbriatus Meigen, 1820 – Paleártico, Oriente Próximo, Norte África
  - Bombylius flavipes Wiedemann, 1828 – Italia, España, Oriente Próximo, Norte África
  - Bombylius floccosus Loew, 1857 – southeste Europa, Oriente Próximo
  - Bombylius fulvescens Wiedemann in Meigen, 1820 – Paleártico, Oriente Próximo, Norte África
  - Bombylius fumosus Dufour, 1832 – España
  - Bombylius fuscus Fabricius, 1791 – sur Paleártico, Oriente Próximo, Norte África
  - Bombylius kutshurganicus Paramonov, 1926 – sur Rusia, Ukraine, Moldova
  - Bombylius major Linnaeus, 1758 – Paleártico, Oriente Próximo
  - Bombylius medius Linnaeus, 1758 – Paleártico, Oriente Próximo, Norte África
  - Bombylius minor Linnaeus, 1758 – Paleártico, Oriente Próximo
  - Bombylius modestus Loew, 1873 – sur Paleártico, Oriente Próximo, Norte África
  - Bombylius mus Bigot, 1862 – sur Paleártico, Oriente Próximo, Norte África
  - Bombylius niveus Meigen, 1804 – sur Europa, Oriente Próximo
  - Bombylius nubilus Mikan, 1796 – central y sur Europa, Oriente Próximo, Norte África
  - Bombylius oceanus Becker, 1908 – Islas Canarias
  - Bombylius pallens Wiedemann in Meigen, 1820 – Italia, España, Portugal
  - Bombylius pardalotus François, 1969 – Italia, España
  - Bombylius pintuarius Báez, 1983 – Islas Canarias
  - Bombylius posticus Fabricius, 1805 – Paleártico, Oriente Próximo, Norte África
  - Bombylius pumilus Meigen, 1820 – sur Europa, Oriente Próximo
  - Bombylius semifuscus Meigen, 1820 – Paleártico, Oriente Próximo, Norte África
  - Bombylius shelkovnikovi Paramonov, 1926 – Italia, Grecia, este Paleártico, Oriente Próximo
  - Bombylius torquatus Loew, 1855 – sur Europa, Oriente Próximo, Norte África
  - Bombylius trichurus Pallas, 1818 – Paleártico, Oriente Próximo
  - Bombylius venosus Mikan, 1796 – Europa, Oriente Próximo
- Subgénero Zephyrectes
  - Bombylius cinerarius Pallas & Wiedemann, 1818 – sur Paleártico, Oriente Próximo, Norte África
  - Bombylius cruciatus Fabricius, 1798 – sur Europa, Oriente Próximo, Norte África
  - Bombylius leucopygus Macquart, 1846 – España, Norte África
  - Bombylius quadrifarius Loew. 1855 – sudeste Europa, este Paleártico, Oriente Próximo

## Especies del Neártico
- Bombylius aestivus
- Bombylius albicapillus
- Bombylius altimyia
- Bombylius anthophilus
- Bombylius anthophoroides
- Bombylius arizonicus
- Bombylius atriceps
- Bombylius aureus
- Bombylius aurifer
- Bombylius auriferiodes
- Bombylius austini
- Bombylius balion
- Bombylius ballmeri
- Bombylius breviabdominalis
- Bombylius cachinnans
- Bombylius cinerivus
- Bombylius comanche
- Bombylius curtirhynchus
- Bombylius diegoensis
- Bombylius duncani
- Bombylius eboreus
- Bombylius facialis
- Bombylius fascipennis
- Bombylius flavifacies
- Bombylius flavipilosa
- Bombylius fraudulentus
- Bombylius frommerorum
- Bombylius fulvibasoides
- Bombylius helvus
- Bombylius heximaculatus
- Bombylius incanus
- Bombylius japygus
- Bombylius kanabensis
- Bombylius lancifer
- Bombylius lassenensis
- Bombylius macfarlandi
- Bombylius medorae
- Bombylius metopium
- Bombylius mexicanus
- Bombylius mohavensis
- Bombylius montanus
- Bombylius nevadensis
- Bombylius nicholsonae
- Bombylius nigriventris
- Bombylius painteri
- Bombylius pendens
- Bombylius phlogmodes
- Bombylius plichtai
- Bombylius pygmaeus
- Bombylius quirinus
- Bombylius ravus
- Bombylius silvus
- Bombylius sylphae
- Bombylius texanus
- Bombylius validus
- Bombylius varius
- Bombylius washingtoniensis
- Bombylius xanthothrix
- Bombylius zapataensis
- Bombylius zircon

### Especies del mundo
- Lista de especies